# Nazionale femminile di pallacanestro del Paraguay
La nazionale femminile di pallacanestro del Paraguay, selezione delle migliori giocatrici di pallacanestro di nazionalità paraguaiana, rappresenta il Paraguay nelle competizioni internazionali femminili di pallacanestro organizzate dalla FIBA ed è gestita dalla Federazione cestistica del Paraguay.

## Piazzamenti

### Campionati del mondo
- 1953 - 5°
- 1957 - 6°
- 1964 - 12°

### Campionati americani
- 2011 - 9º
- 2017 - 6º
- 2019 - 10º

### Campionati sudamericani
- 1952 -  1º
- 1956 -  2º
- 1958 -  3º
- 1960 -  3º
- 1962 -  1º

- 1965 -  2º
- 1967 - 4º
- 1968 - 6º
- 1970 - 5º
- 1972 -  3º

- 1974 - 5º
- 1977 - 6º
- 1978 - 5º
- 1984 - 5º
- 1995 - 4º

- 1997 - 9º
- 2005 - 6º
- 2006 - 5º
- 2010 - 4º
- 2013 - 5º

- 2014 - 6º
- 2016 - 5º
- 2018 - 4º
- 2022 - 5º

### Giochi panamericani
- 2019 - 7º

## Formazioni

### Campionati del mondo
Campionato mondiale femminile di pallacanestro 19533 Acosta, 4 Aranguren, 5 Hellmann, 6 von Eckartsberg, 7 Escobar, 8 López, 9 Nunes, 10 Ilse, 11 Escudero, 12 Battaglia,        All. Carlos Rojas y Rojas
Campionato mondiale femminile di pallacanestro 19573 M. López, 4 Malatesta, 5 N. López, 6 Garcete, 7 Cardozo, 8 Marques, 9 Ed. Nunes, 10 Villalba, 11 El. Nunes, 12 Battaglia, 13 Rolón, 14 Miers,        All. Óscar Amarilla
Campionato mondiale femminile di pallacanestro 19644 N. Echagüe, 5 A. González, 6 de Troche, 7 D. Echagüe, 8 F. González, 9 Márquez, 10 L. López, 11 Figueredo, 12 Llorens, 13 E. López, 14 Rivas, 15 Domínguez,        All. Jorge Bogado

### Campionati americani
Campionato americano femminile di pallacanestro 20114 Ghiringhelli, 5 Mercado, 6 T. Insfrán, 7 Hüttemann, 8 Peralta, 9 Pérez, 10 Peña, 11 Caraves, 12 Fernández, 13 Escauriza, 14 R. Insfrán, 15 Zalazar,        All. Jorge Elorduy
Campionato americano femminile di pallacanestro 20171 Mercado, 3 Peralta, 4 Peña, 5 Ferrari, 6 Hüttemann, 7 Aponte, 8 Quevedo, 9 Pérez, 10 T. Insfrán, 11 Caraves, 12 Gómez, 14 R. Insfrán,        All. Juan Pablo Feliu
Campionato americano femminile di pallacanestro 20193 Peralta, 4 Peña, 5 Ferrari, 7 Hüttemann, 8 Quevedo, 9 Rojas, 10 Ghiringhelli, 11 Caraves, 12 Gómez, 13 Niz, 14 Ibarra, 20 Pérez,        All. Juan Pablo Feliu

### Campionati sudamericani
Campionato sudamericano femminile di pallacanestro 195283 Escobar, 84 Aranguren, 85 González, 86 Benítez, 87 Cardozo, 88 López, 89 Cárdenas, 90 Torres, 91 Escudero, 92 Battaglia, 93 Acosta, 94 von Eckartsberg, 95 Hellman,        All. Carlos Rojas y Rojas
Campionato sudamericano femminile di pallacanestro 1956Battaglia, Cardozo, von Eckartsberg, López, Malatesta, Marques, Miers, Ed. Nunes, El. Nunes, Ortiz, Prieto, Villalba, All. Carlos Rojas y Rojas
Campionato sudamericano femminile di pallacanestro 1958Battaglia, Cardozo, Echagüe, Garcete, González, Malatesta, Marques, Ed. Nunes, El. Nunes, Ortiz, Rolón, All. -
Campionato sudamericano femminile di pallacanestro 19603 Marques, 4 Malatesta, 5 N. Echagüe, 6 J. Ortiz, 7 Cardozo, 8 González, 9 Nunes, 10 E. Ortiz, 11 Figueredo, 12 D. Echagüe, 13 Rolón, 14 Romero,        All. -
Campionato sudamericano femminile di pallacanestro 1962Battaglia, Bikov, D. Echagüe, N. Echagüe, Figueredo, A. González, F. González, Llorens, López, Malatesta, Miers, Nunes, Ortiz, Prieto, All. Jorge Bogado
Campionato sudamericano femminile di pallacanestro 19654 Paolisso, 5 M. González, 6 M. López, 7 Echagüe, 8 F. González, 9 Romero, 10 L. López, 11 Bogarín, 12 Samaniego, 13 Barreto, 14 Miño, 15 N. González,        All. Guillermo Alonso
Campionato sudamericano femminile di pallacanestro 19684 Sarubbi, 5 Torres, 6 M. Romero, 7 Echagüe, 8 Miranda, 9 L. Romero, 10 Cuba, 11 Benítez, 12 Samaniego, 13 Vázquez, 14 Gómez, 15 Miño,        All. -
Campionato sudamericano femminile di pallacanestro 2005Aponte, Barrail, Encina, Ferrari, Ghiringhelli, González, Gorostiaga, Peña, Riquelme, Sosa, Tovar, Zubizarreta, All. Ángel Vega
Campionato sudamericano femminile di pallacanestro 20064 Peña, 5 Ferrari, 6 Riquelme, 7 Insfrán, 8 Ghiringhelli, 9 Aponte, 10 Gorostiaga, 11 Barrail, 12 Pérez, 13 Mercado, 14 Molas, 15 Tovar,        All. Santiago Ochipinti
Campionato sudamericano femminile di pallacanestro 20104 Peña, 5 Ferrari, 6 Hüttemann, 7 Aponte, 8 Mercado, 9 Closs, 10 T. Insfrán, 11 Pérez, 12 Gómez, 13 Peralta, 14 Caraves, 15 R. Insfrán,        All. Arturo Álvarez
Campionato sudamericano femminile di pallacanestro 20134 Peña, 5 Ferrari, 6 Insfrán, 7 C. Aponte, 8 Mercado, 9 V. Aponte, 10 Ghiringhelli, 11 Caraves, 12 Peralta, 13 Escauriza, 14 Hüttemann, 15 Vega,        All. Luis Oroño
Campionato sudamericano femminile di pallacanestro 20144 Peña, 5 Mercado, 6 T. Insfrán, 7 Aponte, 8 Peralta, 9 Hüttemann, 10 Ghiringhelli, 11 Caraves, 12 Gómez, 13 Pérez, 14 R. Insfrán, 15 Quevedo,        All. Jorge Elorduy
Campionato sudamericano femminile di pallacanestro 20164 Peña, 5 Mercado, 6 Pérez, 7 Hüttemann, 8 Quevedo, 9 Torres, 10 T. Insfrán, 11 Caraves, 12 Gómez, 13 Niz, 14 R. Insfrán, 15 Cárdenas,        All. Jorge Elorduy
Campionato sudamericano femminile di pallacanestro 20181 Mercado, 4 Peña, 5 Ferrari, 6 Peralta, 7 Hüttemann, 8 Quevedo, 9 Rojas, 10 T. Insfrán, 11 Cáraves, 12 Gómez, 14 R. Insfrán, 15 Cárdenas,        All. Juan Pablo Feliu
Campionato sudamericano femminile di pallacanestro 20221 Mercado, 3 Peralta, 5 Ferrari, 6 Ramírez, 7 Pereira, 8 Quevedo, 9 Britez, 11 Cáraves, 12 Gómez, 13 Niz, 14 Ibarra, 20 Pérez,        All. Christian Viveros

### Giochi panamericani
Pallacanestro femminile ai XVIII Giochi panamericani3 Peralta, 4 Peña, 5 Ferrari, 6 Pérez, 7 Hüttemann, 8 Quevedo, 9 Rojas, 10 Insfrán, 11 Cáraves, 12 Gómez, 13 Niz, 14 Ibarra,        All. Juan Pablo Feliu